# Талман-Борзя
Талман-Бо́рзя (рос. Талман-Борзя) — село у складі Приаргунського округу Забайкальського краю, Росія.

## Населення
Населення — 414 осіб (2010; 502 у 2002).
Національний склад (станом на 2002 рік):
- росіяни — 99 %